# Wartrace
Wartrace város az USA Tennessee államában, Bedford megyében. Lakosainak száma 653 fő (2020. április 1.).

## Népesség
A település népességének változása:

| 2010 | 651 |
| 2020 | 653 |